# 모데나 FC 2018

2018-19시즌에 사용된 로고

모데나 풋볼 클랩 2018(Modena Football Club 2018  s.r.l)는 1912년에 창단된 이탈리아의 축구 클럽으로 에밀리아로마냐주 모데나를 연고지로 한다. 팀을 상징하는 색은 노란색과 파란색이다. 현재는 세리에 B 소속이다.
대부분은 세리에 B에서 보냈으며 2017년 11월 5일 파산을 선언하면서 그 다음 날 해산되었다. 2018년 모데나 FC 2018이라는 이름으로 재창단 됐다.

## 성적
- 코파 안글로-이탈리아나

우승 2회 (1981, 1982)

## 선수 명단

### 현역
참고: FIFA 자격 규정에 따라 소속된 국가대표팀 국기를 표시합니다. 선수는 복수의 FIFA 비회원국 국적을 가지고 있을 수 있습니다.
| 번호 | 포지션 | 국적     | 이름              |
| ---- | ------ | -------- | ----------------- |
| 14   | DF     | 파라과이 | 스티페 불리키치   |
| 21   | MF     | 알바니아 | 클레이스 보자나이 |

| 번호 | 포지션 | 국적 | 이름            |
| ---- | ------ | ---- | --------------- |
| 93   | MF     |      | 이시아카 카마테 |

## 역대 감독
| 감독              | 임기        |
| ----------------- | ----------- |
| 안니발레 프로시   | 1962 ~ 1964 |
| 파올로 스트린가라 | 1998 ~ 1999 |
| 잔니 데 비아시    | 1999 ~ 2003 |
| 에르난 크레스포   | 2015 ~ 2016 |